# Abborrtjärnen (Solleröns socken, Dalarna, 674463-141591)
Abborrtjärnen är en sjö i Mora kommun i Dalarna och ingår i Dalälvens huvudavrinningsområde.